# Rue de Monbel
La rue de Monbel est une voie du 17e arrondissement de Paris, en France.

## Situation et accès
La rue de Monbel est une voie publique située dans le 17e arrondissement de Paris. Elle débute au 102, rue de Tocqueville et se termine au 31-47, boulevard Pereire.

## Origine du nom
Elle porte le nom de la famille Baylin de Monbel qui était propriétaire du terrain sur lequel cette rue a été tracée. A noter qu'ils étaient apparentés à la famille Deguingand, derniers propriétaires du château de Monceau, par le mariage de Pierre Marie Baylin de Monbel (1817-1854) avec Blanche Deguingand (1824-1899) le 22 mai 1844 aux Batignolles-Monceau.

## Historique
Cette rue, ouverte en 1903, est classée dans la voirie parisienne par un décret du 5 décembre 1925.